# 8 novembre 2008
Le samedi 8 novembre 2008 est le 313e jour de l'année 2008.

## Décès
- Georges Dufaux (né le 17 mars 1927), documentaliste, directeur de la photographie, réalisateur, monteur, scénariste et producteur canadien
- Mieczysław Rakowski (né le 1er décembre 1926), personnalité politique polonaise
- Régis Genaux (né le 31 août 1973), footballeur belge
- Yukika Sohma (née en 1912), universitaire japonaise

## Événements
- Élections législatives néo-zélandaises de 2008
- Fin de la série télévisée Paris, enquêtes criminelles
- Sortie du film Postal
- Première version du programme informatique Seed
- Début de la diffusion de la série télévisée True Jackson